# Гложан
Гложан (серб. Гложан) — село в Сербії, належить до общини Бачкі-Петровац Південно-Бацького округу в багатоетнічному, автономному краю Воєводина.

## Населення

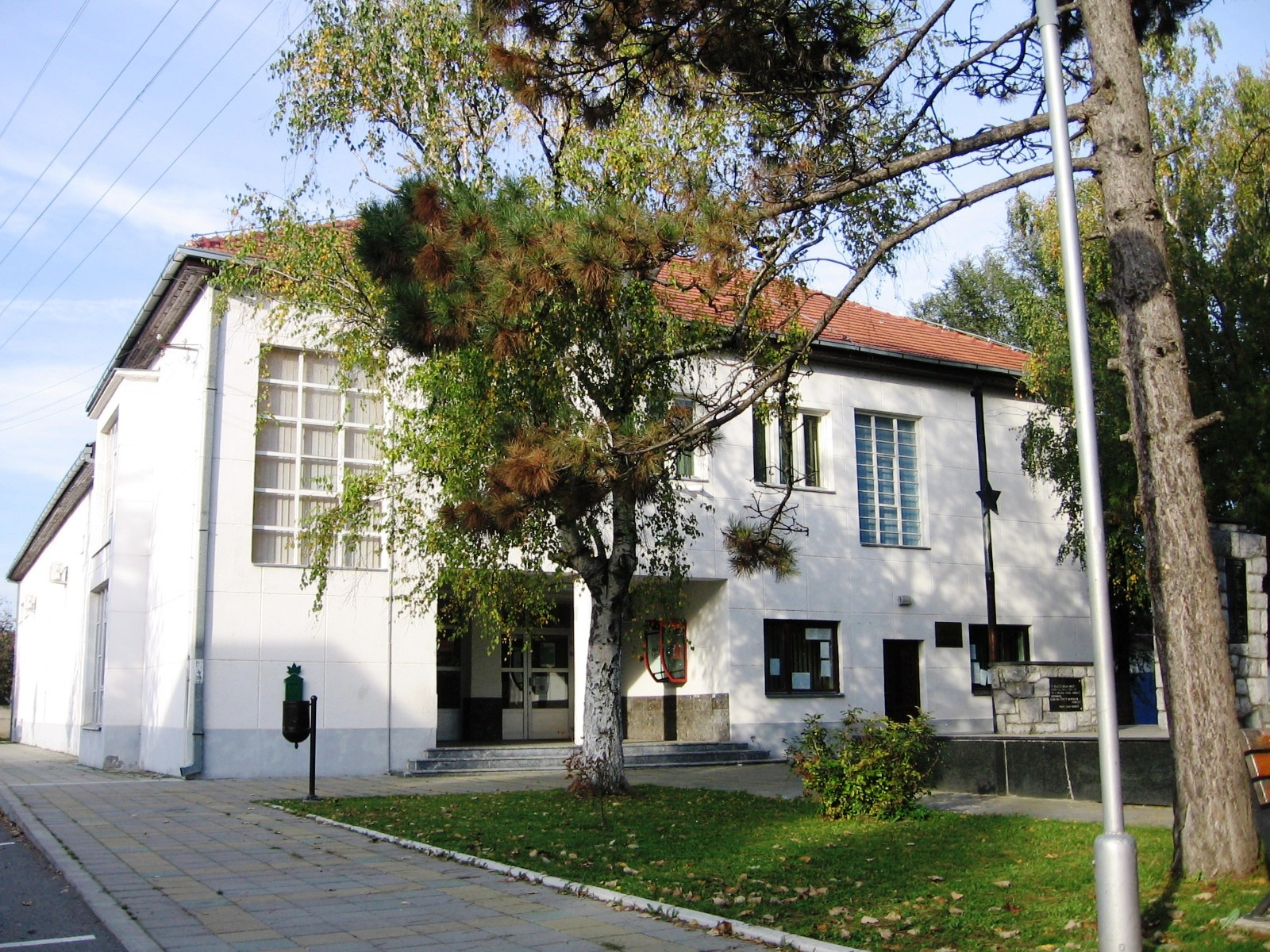
Будинок культури

Населення села становить 2357 осіб (2002, перепис), з них:
- словаки — 1985 — 86,94%;
- серби — 146 — 6,39%;
- югослави — 46 — 2,01%;

Решту жителів  — з десяток різних етносів, зокрема: хорвати, роми, мадяри і з десяток русинів-українців.